# Victor Berger

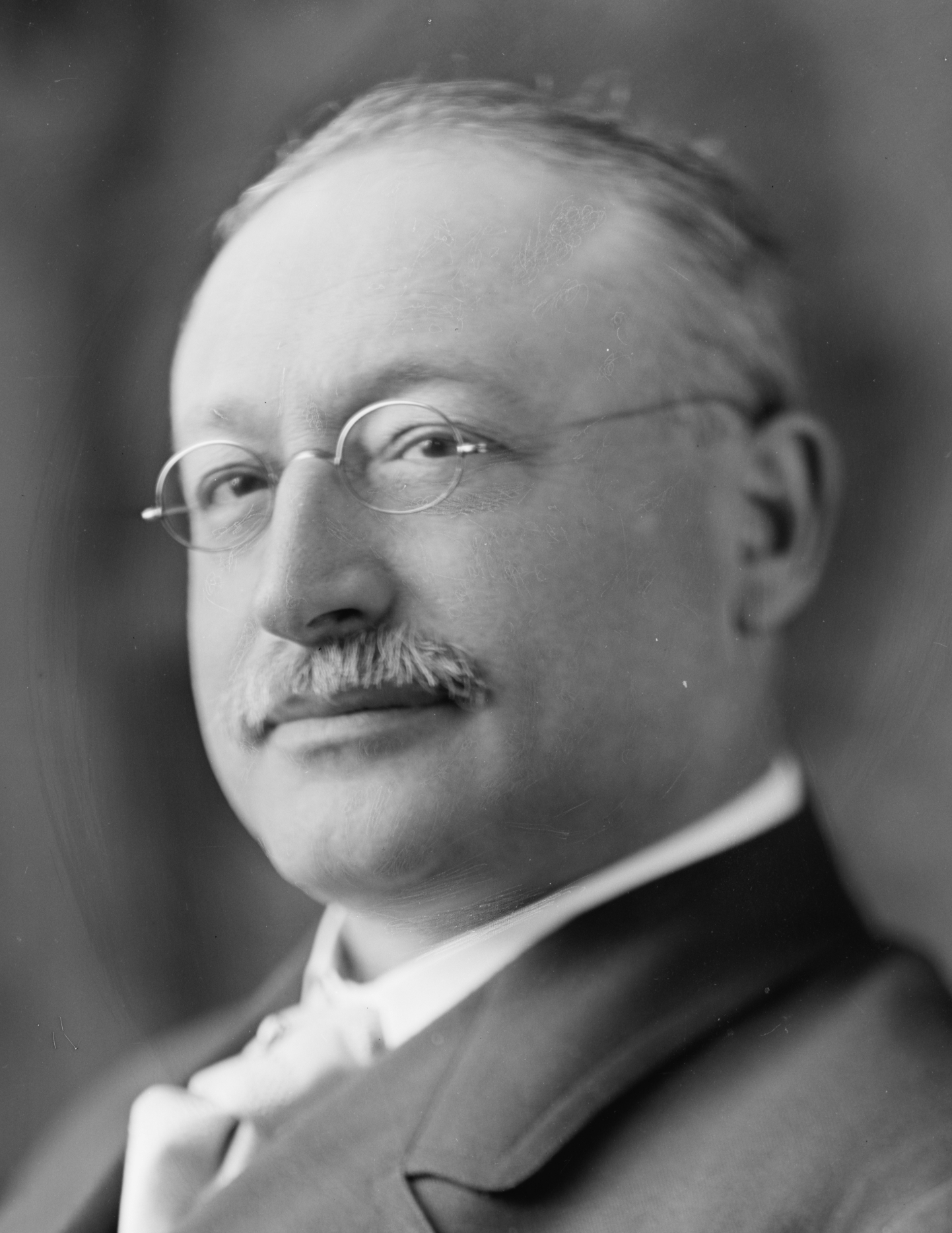
Victor Berger

Victor Luitpold Berger, född 28 augusti 1860 i Nieder-Rehbach i Österrike-Ungern, död 7 augusti 1929 i Milwaukee i Wisconsin, var en amerikansk politiker (socialist). Han var en av grundarna av Socialist Party of America.
Berger föddes i Österrike-Ungern och utvandrade 1878 till USA. Han arbetade där med Eugene Debs och blev en av socialismens första agitatorer i Amerika. 1911 blev Berger redaktör för tidningen Milwaukee Leader. Berg var den förste socialist, som invaldes i kongressen (1910). Han återvaldes 1918 men uteslöts, då han ansågs ha gjort sig skyldig till landsförräderi, för vilket han dömdes till 20 års fängelse. Berger blev senare förklarad oskyldig och tillhörde från 1923 kongressen.